# Vlissingse Studenten Vakbond
De Vlissingse Studenten Vakbond  (VSVB) was een studentenvakbond die opkomt voor de belangen van studenten studeren aan de Hogeschool Zeeland te Vlissingen. De VSVB was een van de lidbonden van de Landelijke Studentenvakbond LSVb.
Studentenvakbond AKKU · ASVA studentenunie · Groninger Studentenbond · Haagse Studentenvakbond · Leidse Studentenbelangenorganisatie · Studentenvakbond SRVU · Vereniging voor Studie- en Studentenbelangen te Delft · VIDIUS studentenunie · Studenten Overleg Orgaan Zwolle